# Robin Celikates
Robin Celikates (* 1977) ist ein deutscher Philosoph und Sozialwissenschaftler. Er ist Professor für Praktische Philosophie mit den Schwerpunkten Sozialphilosophie und Anthropologie am Institut für Philosophie an der FU Berlin. Celikates beschäftigt sich mit der Erforschung des Zivilen Ungehorsams und ist an einer Weiterentwicklung von Kritischer Theorie und Pragmatismus interessiert.

## Leben und akademischer Werdegang
Celikates studierte von 1998 bis 2003 Politikwissenschaft und Philosophie an der Georg-August-Universität Göttingen, der Universität Potsdam, der Humboldt-Universität zu Berlin sowie der Freien Universität Berlin. Zwischen 2001 und 2002 war er Fulbright-Stipendiat an der New School for Social Research in New York. 2003 erhielt er seinen M.A. im Fach Philosophie von der Universität Potsdam.
Als Doktorand forschte er von 2004 bis 2005 am Max-Weber-Kolleg für kultur- und sozialwissenschaftliche Studien an der Universität Erfurt und lehrte zeitgleich am Institut für Soziologie an der Friedrich-Schiller-Universität Jena. Von 2005 bis 2007 war er wissenschaftlicher Mitarbeiter in der Praktischen Philosophie der Justus-Liebig-Universität Gießen. Anschließend war er von 2007 bis 2009 wissenschaftlicher Mitarbeiter von Stefan Gosepath, der die Professur für Politische Theorie und Philosophie an der Universität Bremen innehatte. 2008 promovierte Celikates auch an der Universität Bremen mit seiner Arbeit Gesellschaftskritik als soziale Praxis. Kritische Theorie nach der pragmatischen Wende im Fach Philosophie bei Stefan Gosepath und Christoph Menke. Celikates war danach von 2009 bis 2010 wissenschaftlicher Mitarbeiter an der Professur für Internationale Politische Theorie und Philosophie an der Johann Wolfgang Goethe-Universität in Frankfurt am Main.
2010 nahm er den Ruf als Professor für Sozialphilosophie und Politische Philosophie an die Universiteit van Amsterdam an. Er war seit 2012 als Vize-Direktor der Amsterdam School for Cultural Analysis an der Universiteit van Amsterdam tätig. 2016 war er Gastwissenschaftler im Department für Philosophie der Columbia University in New York, 2017 Gastprofessor am Department für Philosophie und der Sophiapol Forschungsgruppe der Universität Paris-Nanterre. Des Weiteren ist Celikates seit 2009 assoziierter Wissenschaftler des Instituts für Sozialforschung in Frankfurt am Main. 2019 wechselte er von der Universiteit van Amsterdam an die FU Berlin und nahm den Ruf auf die W3-Professur „Praktische Philosophie mit den Schwerpunkten Sozialphilosophie und Anthropologie“ am Institut für Philosophie an.

## Forschung
Celikates forscht in den Disziplinen der Politischen Philosophie und Sozialphilosophie insbesondere zu Fragen der gesellschaftlichen Gegenwartsdiagnosen, der Demokratietheorie, der Kritischen Theorie und des Pragmatismus, der globalen Migration, der Moralphilosophie der Anerkennung und zur Methodologien der Philosophie und der Sozialwissenschaften. Einen umfangreichen Forschungsschwerpunkt bilden seine interdisziplinären, theoretischen und empirischen Forschungen zum Zivilen Ungehorsam innerhalb von demokratischen Systemen, wo er mit seinem internationalen Forschungsteam in einem fünfjährigen Drittmittelprojekt Transformations of Civil Disobedience: Democratization, Globalization, Digitalization an der Universiteit van Amsterdam weltweite Phänomene und Prozesse des Zivilen Ungehorsams in ihren ambivalenten Erscheinungs- und sozio-politischen Wirkungsweisen untersucht.

## Öffentliches Engagement & Kritik
Im Januar 2021 unterstützte Celikates im Rahmen der Corona-Pandemie als Erstunterzeichner der Kampagne #ZeroCovid eine Zero-Covid-Strategie.
Kritisiert wurde Celikates 2021, nachdem er einen „Open Letter Concerning Transphobia in Philosophy“ gegen die feministische Philosophin Kathleen Stock unterschrieben hatte, der ihr „Transphobie“ unterstellte. Vojin Saša Vukadinović sprach in der FAZ von einer „orchestrierten Verleumdung“. Die Kampagne gegen Stock führte dazu, dass sie ihre Professur an der University of Sussex aufgab. Die Kritik wurde wiederholt, nachdem Celikates 2024 einen offenen Brief mit einer Rücktrittsforderung gegen Bildungsministerin Bettina Stark-Watzinger mit dem Vorwurf der Beschneidung von Wissenschaftsfreiheit im Zusammenhang mit dem Krieg in Israel und Gaza unterzeichnet hatte.

## Schriften (Auswahl)

### Monographien
- Sozialphilosophie. Eine Einführung, mit Rahel Jaeggi, C.H. Beck: München 2017.
- Einführung in die Politische Philosophie (Grundkurs Philosophie, Band 6), mit Stefan Gosepath, Reclam: Stuttgart 2013.
- Kritik als soziale Praxis. Gesellschaftliche Selbstverständigung und kritische Theorie. Campus: Frankfurt a. M. und New York 2009; (übersetzt ins Englische: Critique as Social Practice. Critical Theory and Social Self-Understanding, Essex Studies in Contemporary Critical Theory Series, Rowman & Littlefield: Lanham 2018).

### Herausgeberschaften
- Global Cultures of Contestation. Mobility, Sustainability, Aesthetics & Connectivity, hrsg. mit Jeroen de Kloet, Esther Peeren und Thomas Poell, Palgrave: Houndmills 2018.
- Transformations of Democracy: Crisis, Protest, and Legitimation, hrsg. mit Regina Kreide und Tilo Wesche, Rowman & Littlefield: London 2015.
- The Irregularization of Migration in Contemporary Europe: Detention, Deportation, Drowning, hrsg. mit Joost de Bloois und Yolande Janse, Rowman & Littlefield: London 2015.
- De nieuwe Duitse filosofie. Denkers en thema's voor de 21e eeuw, hrsg. mit René Gabriëls, Johan Hartle, Pieter Lemmens und Thijs Lijster, Boom: Amsterdam 2013.
- Philosophie der Moral. Texte von der Antike bis zur Gegenwart, hrsg. mit Stefan Gosepath, Suhrkamp: Berlin 2009.
- Handbuch der Politischen Philosophie und Sozialphilosophie, 2 Bände, hrsg. von Stefan Gosepath, Wilfried Hinsch und Beate Rössler in Kooperation mit Robin Celikates and Wulf Kellerwessel, de Gruyter: Berlin/New York 2008.
- Expérience et réflexivité, hrsg. mit Georg W. Bertram, Christophe Laudou und David Lauer, L’Harmattan: Paris 2011.
- Socialité et reconnaissance, hrsg. mit Georg W. Bertram, Christophe Laudou und David Lauer, L’Harmattan: Paris 2007.
- Autonomie und Heteronomie des Politischen, hrsg. vom Frankfurter Arbeitskreis für Politische Theorie und Philosophie, transcript: Bielefeld 2004.

### Artikel
- ‚Veränderungen an sich sind immer das Ergebnis von Handlungen außerrechtlicher Natur’. Subjektive Rechte, ziviler Ungehorsam und Demokratie nach Arendt, in: Rechtsphilosophie. Zeitschrift für Grundlagen des Rechts, 3 (2017), 1, 31–43.
- Democratizing Civil Disobedience, in: Philosophy & Social Criticism, 42 (2016), 10, 982–994.
- Rethinking Civil Disobedience as a Practice of Contestation – Beyond the Liberal Paradigm, in: Constellations. An International Journal of Critical and Democratic Theory, 23 (2016), 1, 37–45.
- Botnet Politics, Algorithmic Resistance and Hacking Society, mit Daniel de Zeeuw, in: Ine Gevers (Hrsg.): Hacking Habitat Rotterdam, nai010 2016, 209–217
- Digitalization: Another Structural Transformation of the Public Sphere?, Yearbook for Eastern and Western Philosophy, 1 (2016), 39–54.
- Against Manichaeism: The Politics of Forms of Life and the Possibilities of Critique, in: Raisons Politiques, 57/1 (2015), 81–96.
- Towards a Conflict Theory of Recognition: On the Constitution of Relations of Recognition in Conflict, mit Georg W. Bertram, in: European Journal of Philosophy, 23 (2015), 4.
- Digital Publics, Digital Contestation: A New Structural Transformation of the Public Sphere?, in: ders., Regina Kreide und Tilo Wesche (Hrsg.): Transformations of Democracy: Crisis, Protest, and Legitimation, Rowman & Littlefield: London 2015, 159–174.
- La psychanalyse, modèle pour la Théorie critique? Retour sur Connaissance et intérêt de Habermas, in: Illusio, 14 (2015).
- Learning From the Streets: Civil Disobedience in Theory and Practice, in: Peter Weibel (Hrsg.): Global Activism, MIT Press: Cambridge 2015.
- Civil Disobedience as a Practice of Civic Freedom, in: David Owen (Hrsg.): On Global Citizenship. James Tully in Dialogue, Bloomsbury Press 2014, 207–228.
- Reconnaissance, conflit, et la politique des besoins, in: Estelle Ferrarese (Hrsg.): Qu'est-ce que lutter pour la reconnaissance?, Lormont: Le Bord de l’eau 2013, 110–132.
- La désobéissance civile: entre non-violence et violence, in: Rue Descartes, 77 (2013), 1, 35–51.
- Systematic Misrecognition and the Practice of Critique: Bourdieu, Boltanski and the Role of Critical Theory, in: Miriam Bankowsky/Alice Le Goff (Hrsg.): Recognition Theory and Contemporary French Moral and Political Philosophy, Manchester University Press 2012.
- Karl Marx: Critique as Emancipatory Practice, in: Karin de Boer/Ruth Sonderegger (Hrsg.): Conceptions of Critique in Modern and Contemporary Philosophy, Palgrave Macmillan 2011, 101–118 (a shorter Dutch version: Karl Marx: Kritiek als emancipatorische praktijk, in: Tijdschrift voor Humanistiek, 46 (2011), 78–89).
- Ziviler Ungehorsam – zwischen symbolischer Politik und realer Konfrontation, in: Frankfurter Kunstverein (Hrsg.): Demonstrationen, Verlag für moderne Kunst: Wien 2012, 352–362.
- Demokratische Inklusion: Bürgerschaft oder Wahlrecht? in: Andreas Cassee/Anna Goppel (Hrsg.): Migration und Ethik, mentis 2012.
- Kritische Gesellschaftstheorie unter heutigen Bedingungen, in: Information Philosophie, 4 (2011).
- Republikanismus zwischen Politik und Recht, in: Zeitschrift für philosophische Forschung, 64 (2010), 1, S. 111–128.
- Ziviler Ungehorsam und radikale Demokratie – konstituierende vs. konstituierte Macht?, in: Thomas Bedorf/Kurt Röttgers (Hrsg.): Das Politische und die Politik, Suhrkamp: Berlin 2010, 274–300.
- Die Demokratisierung der Demokratie. Etienne Balibar über die Dialektik von konstituierender und konstituierter Macht, in: Ulrich Bröckling/RobertFeustel (Hrsg.): Das Politische denken, transcript: Bielefeld 2009, 59–76.
- Was ist Kritik? Ein Gespräch mit Luc Boltanski und Axel Honneth, in: Rahel Jaeggi/Tilo Wesche (Hrsg.): Was ist Kritik?, Suhrkamp: Frankfurt am Main 2009, 83–116.
- Von der Soziologie der Kritik zur kritischen Theorie? in: WestEnd. Neue Zeitschrift für Sozialforschung, 5 (2008), 2, 120–132.
- Communitas – Immunitas – Bíos: Roberto Espositos Politik der Gemeinschaft, in: Janine Böckelmann (Hrsg.): Politik der Gemeinschaft, transcript: Bielefeld 2008, 49–67.
- Baustellen der Vernunft. 25 Jahre Theorie des kommunikativen Handelns, mit Arnd Pollmann, in: WestEnd. Neue Zeitschrift für Sozialforschung, 3 (2006), 2, 97–113.
- Erhöhter Körpereinsatz. Zur filmischen Repräsentation des (männlichen) Körpers, mit Simon Rothöhler, in: Feministische Studien, 23 (2006), 2, 208–223.
- Zwischen Habitus und Reflexion. Zu einigen methodologischen Problemen in Bourdieus Sozialtheorie, in: Mark Hillebrand (Hrsg.): Willkürliche Grenzen. Das Werk Pierre Bourdieus in interdisziplinärer Anwendung, transcript 2006, 73–90.
- From Critical Social Theory to a Social Theory of Critique. On the Critique of Ideology after the Pragmatic Turn, in: Constellations. An International Journal of Critical and Democratic Theory, 13 (2006), 21–40.